# Orthodoxe Synagoge (Szombathely)

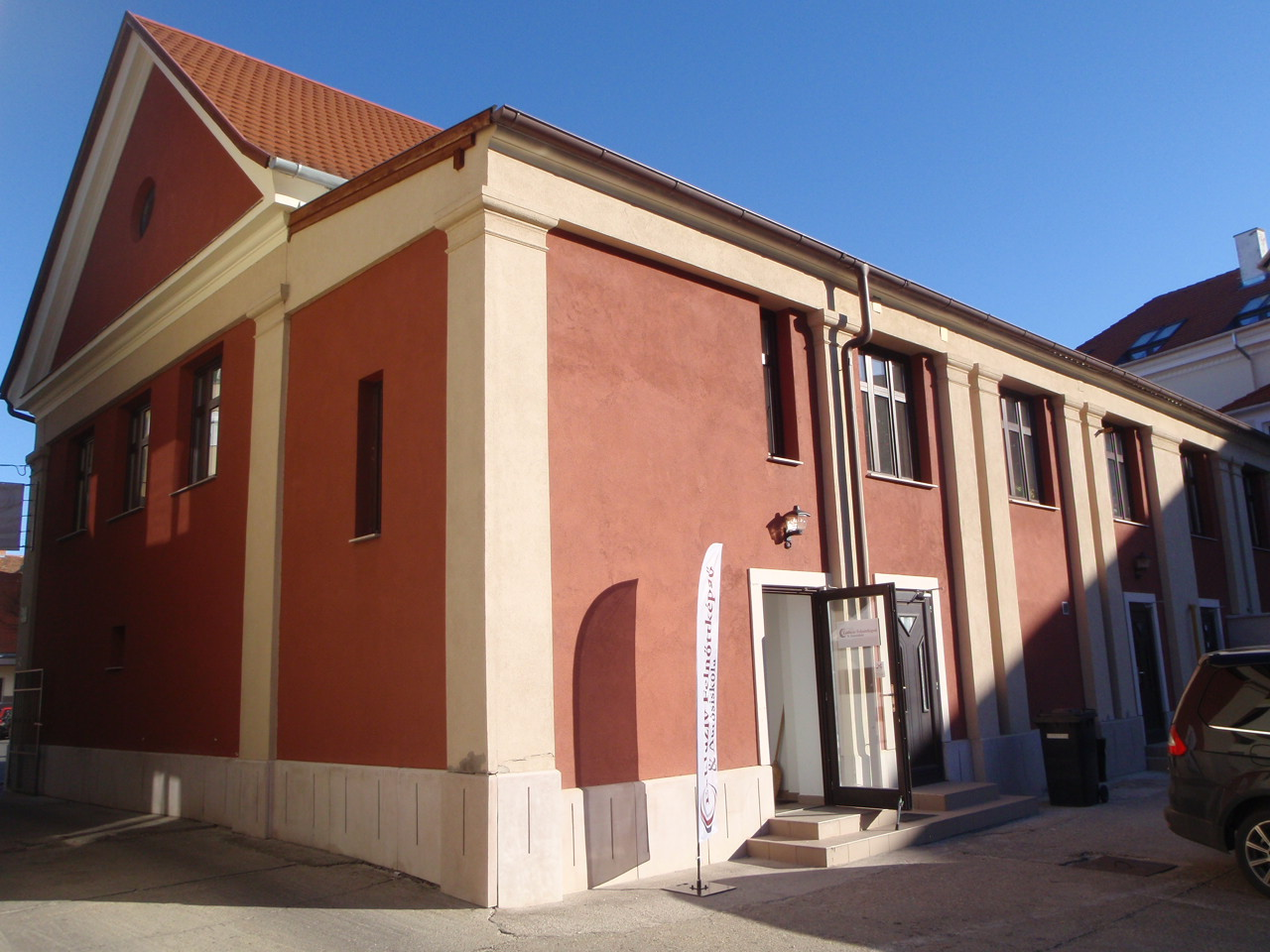
Orthodoxe Synagoge in Szombathely

Die Orthodoxe Synagoge in Szombathely (deutsch Steinamanger), einer ungarischen Stadt im Komitat Vas, wurde 1832 errichtet. Die Synagoge ging nach der Spaltung der jüdischen Gemeinde im Jahr 1871 in das Eigentum der orthodoxen Gemeinde über.  In den Jahren 1880/81 ließ die nicht-orthodoxe jüdische Gemeinde eine neue Synagoge errichten.